# Generalne Gubernatorstwo Warszawskie

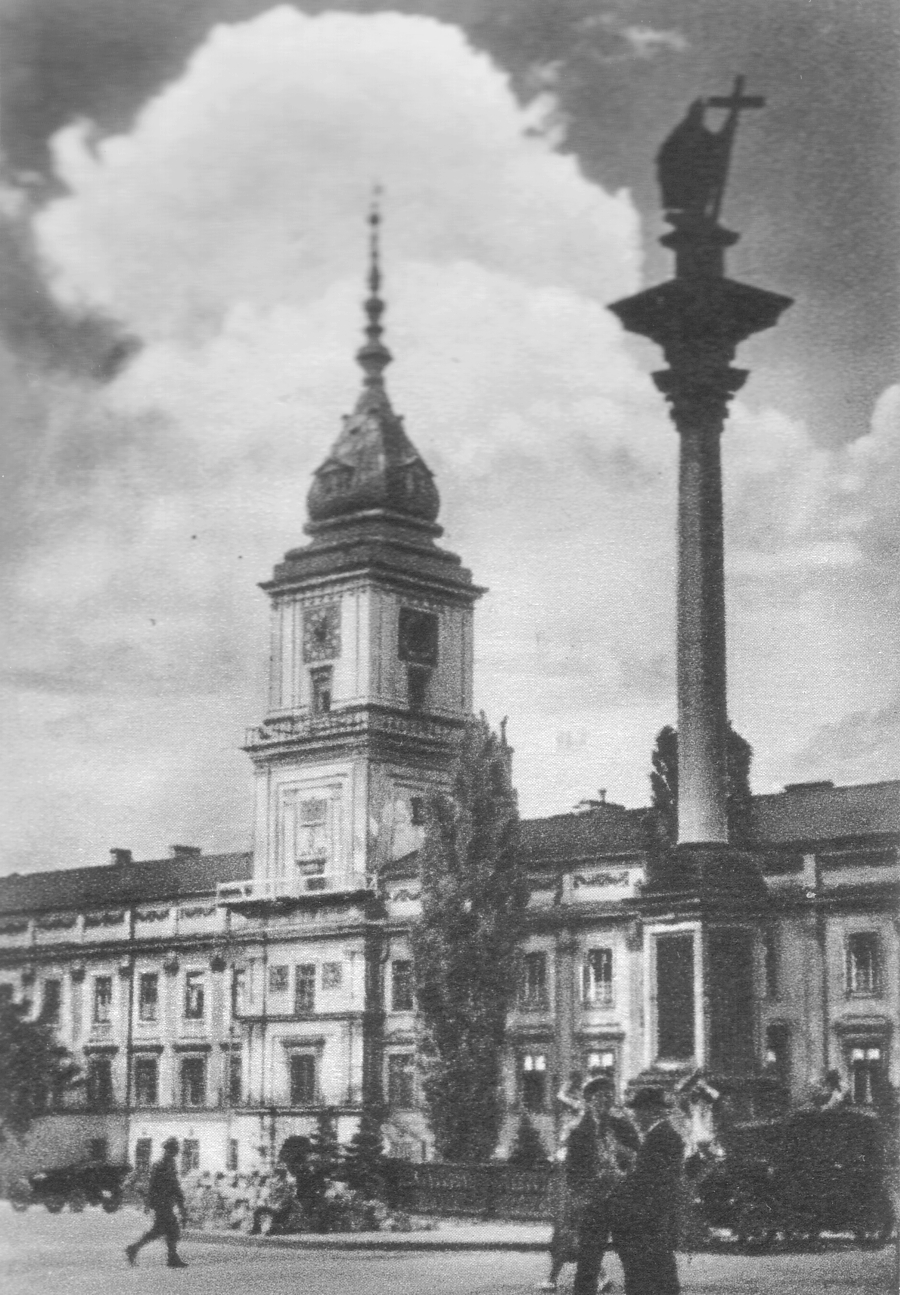
Zamek Królewski w Warszawie był siedzibą Rady Regencyjnej oraz Generalnego Gubernatorstwa Warszawskiego

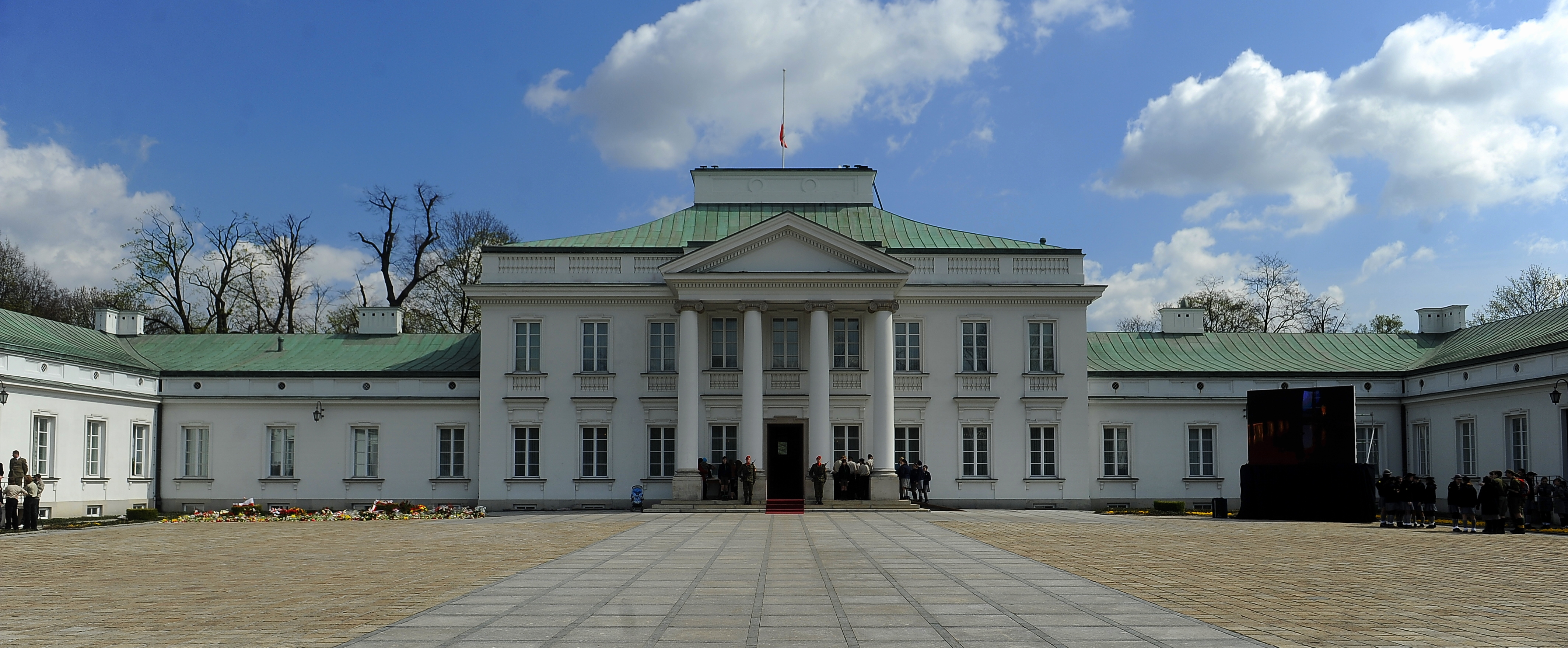
Siedzibą generalnego gubernatora warszawskiego był Belweder

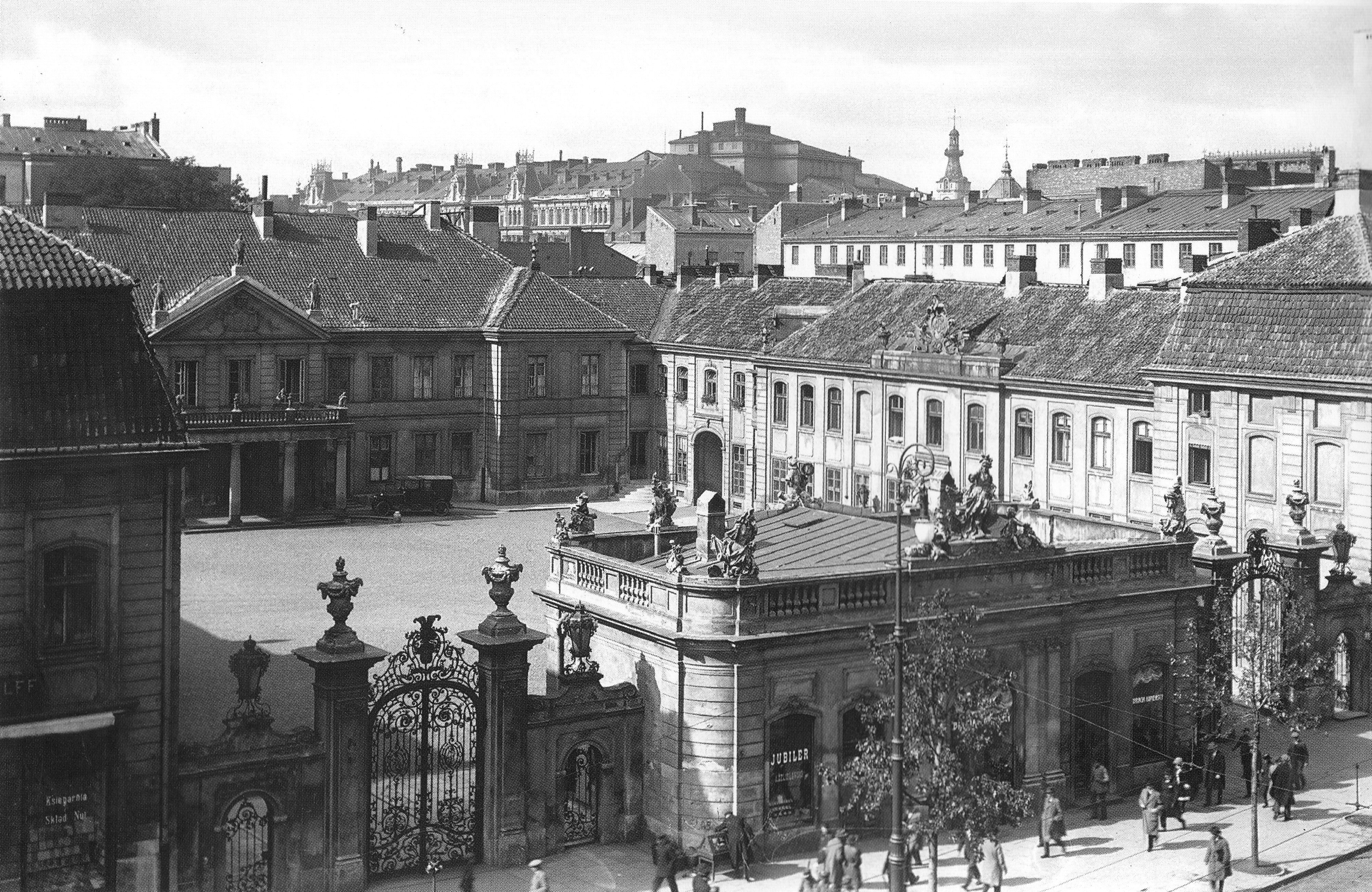
W pałacu Potockich w latach 1915–1918 rezydował hrabia Bogdan Hutten-Czapski, jeden z najbliższych współpracowników generała Hansa Hartwiga von Beselera

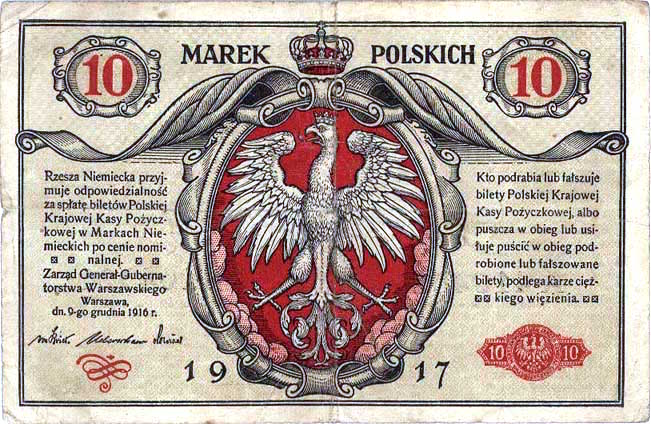
Marka polska – waluta wprowadzona przez niemieckie władze okupacyjne w Generalnym Gubernatorstwie Warszawskim, emitowana przez Polską Krajową Kasę Pożyczkową

Cesarsko-Niemieckie Generalne Gubernatorstwo Warszawskie (niem. Kaiserlich-deutsche Generalgouvernement Warschau) – niemiecka administracja okupacyjna ziem Królestwa Polskiego, utworzona 24 sierpnia 1915 roku i podlegająca bezpośrednio cesarzowi oraz kanclerzowi. Generalnym gubernatorem warszawskim mianowany został generał Hans Hartwig von Beseler.

## Kalendarium wydarzeń politycznych

### 1915
- 24 sierpnia 1915 – utworzenie Generalnego Gubernatorstwa Warszawskiego
- 8 września 1915 – zniesienie sądów obywatelskich przez generalnego gubernatora warszawskiego
- 12 września 1915 – rozwiązanie Centralnego Komitetu Obywatelskiego przez generalnego gubernatora warszawskiego
- 15 listopada 1915 – otwarcie Uniwersytetu Warszawskiego i Politechniki Warszawskiej

### 1916
- 1 stycznia 1916 – utworzenie Rady Głównej Opiekuńczej
- 22 stycznia 1916 – wydanie Ordynacji powiatowej dla Generalnego Gubernatorstwa Warszawskiego
- 1 lutego 1916 – utworzenie w Warszawie Milicji Miejskiej (ze Straży Obywatelskiej)
- 15 lutego 1916 – powiększenie Generalnego Gubernatorstwa Warszawskiego o obszar guberni łomżyńskiej, powiaty węgrowski, sokołowski, łukowski i siedlecki guberni siedleckiej oraz o obszary wokół Osowca, na podstawie rozporządzenia gen. Ericha von Falkenhayna, Szefa Sztabu Generalnego
- 3 maja 1916 – uroczyste obchody w Warszawie rocznicy uchwalenia pierwszej konstytucji
- 5 maja 1916 – nadanie Warszawie ordynacji miejskiej
- 16 lipca 1916 – wybory do Rady Miejskiej miasta Warszawy
- 24 lipca 1916 – po raz pierwszy zebrała się rada miejska Warszawy
- 4 października 1916 – rozporządzenie generalnego gubernatora warszawskiego o przymusowej rekrutacji na roboty do Niemiec
- 11 października 1916 – ogłoszenie statutów Uniwersytetu Warszawskiego i Politechniki Warszawskiej[1]
- 5 listopada 1916 – proklamacja cesarza niemieckiego oraz cesarza Austrii i króla Węgier zapowiadająca utworzenie Królestwa Polskiego
- 9 listopada 1916 – wydanie odezwy werbunkowej do Polaków
- 12 listopada 1916 – samowolne wydanie przez generalnego gubernatora warszawskiego rozporządzenia o Radzie Stanu i Sejmie w Królestwie Polskim (niewykonane)
- 6 grudnia 1916 – wydanie przez generalnych gubernatorów warszawskiego i lubelskiego rozporządzenia o tymczasowej Radzie Stanu
- 9 grudnia 1916 – powołanie przez niemieckie władze okupacyjne Polskiej Krajowej Kasy Pożyczkowej posiadającej uprawnienie do emisji marki polskiej[2]

### 1917
- 11 stycznia 1917 – ogłoszenie reskryptów powołujących członków tymczasowej Rady Stanu
- 10 kwietnia 1917 – przekazanie przez Austro-Węgry zwierzchnictwa nad Legionami Polskimi niemieckim władzom okupacyjnym oraz utworzenie Polskiej Siły Zbrojnej
- 12 września 1917 – wydanie przez generał-gubernatorów warszawskiego i lubelskiego patentu w sprawie władzy państwowej w Królestwie Polskim

### 1918
- 12 października 1918 – przejęcie zwierzchniej władzy nad Polską Siłą Zbrojną przez Radę Regencyjną
- 22 października 1918 – przekazanie Radzie Regencyjnej władzy w Generalnym Gubernatorstwie Lubelskim

## Obszar
W wyniku ofensywy państw centralnych, przeprowadzonej w okresie od maja do sierpnia 1915 roku całe terytorium Królestwa Polskiego znalazło się pod okupacją Niemiec i Austro-Węgier. W skład Generalnego Gubernatorstwa Warszawskiego weszły gubernie kaliska, warszawska, płocka, łomżyńska oraz części guberni piotrkowskiej i siedleckiej.
W Generalnym Gubernatorstwie Warszawskim zmniejszono liczbę powiatów wiejskich z 47 do 30, np. rozporządzeniem z 22 marca 1916 r. powiaty łomżyński, kolneński i mazowiecki połączono w jeden powiat łomżyński. Po 31 marca 1917 r. dzieliło się ogółem na 32 powiaty: warszawski miejski, warszawski ziemski, łódzki miejski, łódzki ziemski, będziński/sosnowiecki, częstochowski, wieluński, sieradzki, kaliski, koniński, kolski, łęczyński, włocławski, kutnowski, lipnowski, płocki, mławski, pułtuski, łowicki, skierniewicki, rawski, błoński, grójecki, miński, garwoliński, łukowski, siedlecki, sokołowski, łomżyński, ostrowski, ostrołęcki i szczuczyński.

## Struktura organizacyjna
- grupa sztabu i podsztabu
- Inspektorat Wyszkolenia Polskiej Siły Zbrojnej przy Wodzu Naczelnym PSZ[a]
- Wydział do Spraw PSZ
- zarząd archiwum
- intendentura wojskowa
- Cesarsko-niemiecka Administracja Cywilna w Generalnym Gubernatorstwie Warszawskim[b] – tzw. Zarząd Cywilny:
  - urzędy powiatowe
  - prezydia policji w Warszawie i Łodzi
  - Krajowa Rada Szkolna
- zarząd poczt i telegrafów
- komisariat rządu przy tRS i Radzie Ministrów
- kurator szkół wyższych

## Polityka 5 listopada
W wyniku konferencji pszczyńskiej 5 listopada 1916 władcy Niemiec i Austrii wydali 5 listopada 1916 r. proklamację, w której ogłosili zamiar utworzenia państwa polskiego. Skutkiem tej proklamacji było przystąpienie do przekazywania administracji nad poszczególnymi dziedzinami życia publicznego z rąk niemieckich w polskie. Powstała tymczasowa Rada Stanu, która przygotowywała się do przejęcia władzy w przekazywanych jej przez władze okupacyjne dziedzinach.
W pół roku po utworzeniu Królestwa Polskiego, 10 kwietnia 1917 roku, gubernator Beseler objął dowództwo nad Polską Siłą Zbrojną i pełnił tę funkcję do 21 października 1918 roku.
Władze polskie przejęły od administracji okupacyjnej sądownictwo 1 września oraz szkolnictwo 1 października 1917 roku.
Rada Regencyjna 7 października 1918 zadeklarowała niepodległość Polski, a pięć dni później pozbawiła Beselera władzy nad wojskiem polskim. W GGW władze administracji niemieckiej zapowiadały przekazanie Polakom pełnej władzy nad instytucjami Królestwa zapewniającymi bezpieczeństwo niemieckiego wojska do 1 grudnia 1918 roku, gdy miało ulec likwidacji generalne gubernatorstwo. Na skutek kapitulacji Niemiec 11 listopada nastąpiło przyśpieszenie wykonania tych decyzji.